# Nati nel 1913/Senza giorno specificato
| Questa pagina contiene informazioni ricavate automaticamente dalle voci biografiche con l'ausilio del template Bio e di un bot. L'aggiornamento è periodico e automatico e ricostruisce completamente la pagina. Se manca una persona in questa lista, sei pregato di non aggiungerla, ma accertati piuttosto che la sua voce biografica contenga il template Bio e che i dati anagrafici siano correttamente compilati. Se il template Bio manca, inseriscilo tu stesso o, in alternativa, metti l'avviso {{tmp\|Bio}} che ne segnala la mancanza. Se i dati riportati sono sbagliati, correggi direttamente la voce biografica; le modifiche saranno visibili in questa lista entro pochi giorni. Per chiarimenti vedi il progetto biografie. La lista contiene solo le 104 persone che sono citate nell'enciclopedia e per le quali è stato implementato correttamente il template Bio. Pagina aggiornata al 18 lug 2025. |

- Fatin Abdel Wahab, regista egiziano († 1972)
- John Adair, antropologo statunitense († 1997)
- Nikolaj Pavlovič Alechin, ingegnere sovietico († 1964)
- Alessandro Anselmi, militare italiano († 1943)
- Maurice Ascalon, scultore e designer israeliano († 2003)
- Danilo Astrua, militare italiano († 1943)
- Clea Badaro, pittrice e artista egiziana († 1968)
- Bai Chon-go, calciatore sudcoreano († 1963)
- Bruno Beer, architetto italiano († 1994)
- Bchira Ben Mrad, attivista tunisina († 1993)
- Mario Bionda, pittore italiano († 1985)
- Tristano Bolelli, glottologo italiano († 2001)
- Francesco Brancato, storico italiano († 2002)
- Reva Brooks, fotografa canadese († 2004)
- Francisco Busignani, militare italiano († 1936)
- Ferdinando Caliumi, astronomo italiano († 1993)
- Amelia Camboni, scultrice italiana († 1985)
- Anna Caroli, attrice teatrale e attrice cinematografica italiana († 1979)
- Guglielmo Carro, scultore e pittore italiano († 2001)
- Guido Cencetti, ufficiale italiano († 1942)
- Paul Chaleil, presbitero francese († 1983)
- Wu Pak Chiu, tenore cinese († 1974)
- Else Christensen, religiosa e sindacalista danese († 2005)
- Francesco Coco, militare italiano († 1941)
- Cleo Romagnoli, stilista italiana († 2005)
- Oreste Crescentini, poeta italiano († 1971)
- Antonio D'Agostino, militare italiano († 1941)
- Vito De Taranto, attore e basso italiano († 1991)
- Nirmal Dey, regista indiano
- Gioacchino Di Marzio, militare italiano († 1941)
- Antonio Di Napoli, militare italiano († 1940)
- Francesco Di Salvo, architetto e urbanista italiano († 1977)
- Yaşar Doğu, lottatore turco († 1961)
- W. Raymond Drake, saggista britannico († 1989)
- Pietro Foglia, scultore e pittore italiano († 1974)
- Domenico Forges-Davanzati, produttore cinematografico italiano († 1972)
- Gino Frediani, religioso italiano († 1984)
- Romolo Fugazza, militare italiano († 1943)
- Masahiko Fuketa, ingegnere giapponese († 2001)
- Enrico Fulchignoni, commediografo, regista e sceneggiatore italiano († 1988)
- Lorenzo Garaventa, scultore italiano († 1998)
- Mario Giaretto, militare italiano († 1942)
- Felipe Gil, cantante e compositore messicano († 1956)
- Gennaro Giuffrè, militare italiano († 1937)
- Eudo Giulioli, militare italiano († 1943)
- Jānis Graudiņš, cestista lettone († 1990)
- Marcello Guida, poliziotto italiano († 1990)
- Romanework Haile Selassie, principessa etiope († 1940)
- Ugo Indrio, giornalista italiano († 1992)
- Giuseppe Ioli, militare italiano († 1997)
- Domenico Javarone, giornalista e scrittore italiano († 1979)
- György Kalmár, calciatore ungherese († 1986)
- Masako Katsura, giocatrice di biliardo giapponese († 1995)
- Nathan Lerner, fotografo statunitense († 1997)
- Amedeo Lia, ingegnere, imprenditore e collezionista d'arte italiano († 2012)
- Renzo Lupo Berghini, pittore italiano († 2002)
- Giorgio Maccagno, militare italiano († 1938)
- Amir Mahdi, alpinista pakistano († 1999)
- Maleno Malenotti, regista, sceneggiatore e produttore cinematografico italiano († 1976)
- Lina Mancini Proia, matematica e pedagogista italiana († 2002)
- Francesco Manfra, militare italiano († 1942)
- Guido Matthey, militare italiano († 1939)
- Giuseppe Meridda, militare italiano († 1938)
- Eitel Friedrich Moellhausen, diplomatico tedesco († 1988)
- Bill Moore, allenatore di calcio e calciatore inglese († 1982)
- Ernesto Nathan, rugbista a 15 italiano
- Shigeki Okabayashi, astronomo giapponese († 1944)
- Domenico Orlandini, presbitero, partigiano e antifascista italiano († 1977)
- Sergio Ortolani, architetto italiano († 1984)
- Verdina Pensè, pittrice e orafa italiana († 1984)
- Sergio Peresson, liutaio italiano († 1991)
- Tiziano Piccagliani, pittore, scultore e poeta italiano († 2011)
- Pasquale Pigini, produttore discografico italiano († 1962)
- Elisabeth Pitz, modella francese
- Aldo Pomini, criminale e scrittore italiano († 1979)
- Giovanni Principe, politico italiano
- Giuseppe Rea, politico e partigiano italiano († 1955)
- John Gates, giornalista e attivista statunitense († 1992)
- Roger Ritz, ballerino francese († 1999)
- Leon Rodal, giornalista polacco († 1943)
- Antonio Royo Marín, presbitero spagnolo († 2005)
- Tino Santoni, direttore della fotografia italiano († 1987)
- América Scarfò, anarchica argentina († 2006)
- Alfredo Di Romagna, pittore italiano († 1979)
- Remo Schenoni, militare italiano († 1940)
- Luigi Sedea, militare e partigiano italiano († 1943)
- Washington Serafini, militare italiano († 1938)
- Giuseppe Signori, giornalista italiano († 2002)
- Vladimir Sokoloff, pianista statunitense († 1997)
- William Soncini, pittore e scultore italiano († 1997)
- Muriel Streeter, pittrice statunitense († 1995)
- Celso Strocchi, partigiano italiano († 1943)
- Kārlis Sātiņš, cestista lettone († 2005)
- Cataldo Tandoy, poliziotto italiano († 1960)
- Bruno Tano, artista e pittore italiano († 1942)
- Vittorio Tonolli, limnologo italiano († 1967)
- Emilio Tricerri, dirigente sportivo italiano († 1991)
- Viktor Semёnovič Turbin, regista sovietico († 1984)
- Marco Valsecchi, critico d'arte italiano († 1980)
- Severino Vazquez, militare spagnolo († 1938)
- Vincenzo Vitale, militare italiano († 1942)
- John Wenham, biblista e presbitero britannico († 1996)
- Muhammad bin Saqr al-Qasimi, sovrano emiratino
- Sabah III al-Salim Al Sabah, emiro kuwaitiano († 1977)